# Jim Jeffords
Jim Jeffords (Rutland, 11 maggio 1934 – Washington, 18 agosto 2014) è stato un politico e avvocato statunitense, che rappresentò lo stato del Vermont a livello statale e federale. 
Fu membro del Senato del Vermont dal 1967 al 1969, Procuratore generale del Vermont dal 1969 al 1973 e fu poi eletto in entrambe le camere del Congresso degli Stati Uniti, come membro repubblicano della Camera dei rappresentanti dal 1975 al 1989 e in seguito come membro del Senato degli Stati Uniti dal 1989 al 2007. Fu membro del Partito Repubblicano fino al 2001, quando lasciò il partito per divenire Indipendente, ed iniziò a riunirsi e votare con il Partito Democratico.
Figlio di Olin M. Jeffords, che fu giudice capo della Corte suprema del Vermont, Jim Jeffords nacque a Rutland. Si laureò all'Università Yale e si arruolò per tre anni nella United States Navy, per poi frequentare la Harvard Law School, in cui si laureò nel 1962. Praticò da avvocato nel Vermont meridionale e si stabilì a Shrewsbury, dove divenne attivo nella politica e nel governo locale come repubblicano; fu eletto anche presidente del comitato repubblicano cittadino. Fu eletto per un mandato al Senato del Vermont (1967-1969), e due volte come Procuratore generale dello stato (1969-1973). Perse le elezioni primarie repubblicane per la carica di Governatore, ma vinse le elezioni per il seggio del Vermont alla Camera dei rappresentanti nel 1974. Fu rieletto fino al 1989, quando fu candidato al Senato degli Stati Uniti per il Vermont, per succedere al senatore Robert Stafford.
Jeffords fu rieletto al Senato fino al 2007, vincendo le elezioni del 1994 e del 2000. Nel 2001 lasciò il Partito Repubblicano per divenire Indipendente, ed iniziò a votare insieme ai democratici al Senato. Il suo abbandono dei repubblicani determinò il passaggio di maggioranza al Senato dai repubblicani ai democratici, e fu la prima volta in cui la defezione da un partito determinò il cambio di maggioranza. Durante il suo periodo al Senato, Jefford fu presidente del Comitato per l'Ambiente e i Lavori Pubblici e per la Salute, Istruzione, Lavoro e Pensioni.
Jeffords non si ricandidò alle elezioni del 2006 e si ritirò al termine del suo mandato; fu succeduto da Bernie Sanders. Jeffords si ritirò a Shrewsbury nel 2007 e dopo la morte della moglie, si trasferì a Washington, per stare più vicino ai figli. Morì nel 2014 per complicazioni dovute alla malattia di Alzheimer; è sepolto a Shrewsbury.